# Sweeney Schriner
David „Sweeney“ Schriner (* 30. November 1911 in Saratow, Russisches Reich; † 4. Juli 1990) war ein kanadischer Eishockeyspieler, der von 1934 bis 1946 für die New York Americans und die Toronto Maple Leafs in der National Hockey League spielte.

## Karriere
Im russischen Saratow geboren wuchs er in Calgary auf. Schriner war der erste in Russland geborene Spieler in der NHL. In die NHL startete er in der Saison 1934/35 bei den New York Americans mit 18 Toren und 22 Assists und bekam als Rookie des Jahres die Calder Trophy, wobei sich Schriner gegen den Zweitplatzierten Bert Connolly von den New York Rangers durchsetzte. Er war bei den Americans der Star auf dem Broadway. Nach fünf Jahren wechselte er im Tausch für Busher Jackson, Elwyn „Doc“ Romnes und drei weitere Spieler nach Toronto. Dort gewann er 1942 und 1945 den Stanley Cup. Besonders 1942 war dies sein Verdienst, als Toronto gegen Detroit die ersten 3 Spiele verloren hatte, hatte er mit fünf Toren maßgeblichen Anteil am Comeback der Leafs.
1962 wurde er mit der Aufnahme in die Hockey Hall of Fame geehrt.

## Sportliche Erfolge
- Stanley Cup: 1942 und 1945

### Persönliche Auszeichnungen
- First All-Star Team: 1936 und 1941
- Second All-Star Team: 1947
- Calder Trophy: 1935
- Topscorer der NHL: 1936 und 1937 in späteren Jahren wurde hierfür die Art Ross Trophy vergeben